# 砂拉越风洞
风洞位于砂拉越古晋省，离最近的城镇：石隆门有5公里，而离古晋市有48公里。风洞是风洞自然保护区的一部分，整个保护区总面积有6.16公顷（0.0616平方公里）。

## 历史
相传，是因为有清凉的微风一直不断的从洞外吹进洞穴里，所以风洞才因此得名。
风洞是在白垩纪时期形成，大约6千多万年前。在1865年，风洞被一位意大利博物学家最早发掘。洞穴里没有人类居住的痕迹至到在大约20世纪30年代才有淘金者到洞里采矿。

## 特征与自然生态
风洞的主要特征是有许多石筍和钟乳石。洞里也有一条小溪连接着砂拉越河的支流。
保护区不仅保护风洞也养护许多石灰岩森林周围的稀有物种。保护区里有14个不同品种的蝙蝠，如：短吻果蝠。也有上千只大金丝燕在洞壁角落和缝隙筑巢。
此外，松鼠、鼩鼱科、蛇类、蜗牛及昆虫类都可以在洞穴里找到。